# Tetraommatus similis
Tetraommatus similis là một loài bọ cánh cứng trong họ Cerambycidae.